# Vera Hartegg
Vera Hartegg, geboren als Vera Elvira Weiß, verehelichte und seit 1955 verwitwete Vera Hierl, (* 28. Mai 1902 in Straßburg; † 1. Oktober 1981 in Baden-Baden) war eine deutsche Schriftstellerin und Schauspielerin bei Bühne und Film.

## Leben
Vera Hartegg wurde unehelich als Kind des Schriftstellers, Diplomaten, Geheimen Hofrats und Hochstaplers Ernst „von“ Hesse-Wartegg (1851–1918) und seiner Mätresse geboren, die genau wie ihre Tochter den Geburtsnamen Elvira Weiss trug und sich als Schauspielerin Ella Kobold nannte. Die Mutter traumatisierte ihre Tochter durch lebenslange Abweisung ihrer Zuneigung und ihres Bedürfnisses nach Nähe. Sie brachte es andererseits aber fertig, ein bemerkenswertes Buch über die Diskriminierung unehelicher Kinder in der Gesellschaft zu schreiben.
Der eingetragene angebliche Vater mit Namen Weiß aus Venezuela lebte zum Zeitpunkt von Elviras Geburt in Wirklichkeit bereits seit Jahren nicht mehr. Der tatsächliche Vater, Hesse-Wartegg, der als Onkel auftrat, hatte als venezolanischer Konsul die Geburtsurkunde gefälscht. Später verhinderte er durch die Behauptung, ihr Vater sei im Dschungel von Venezuela von einem Jaguar gefressen worden, die Absicht der Tochter, in Venezuela das Grab ihres „Vaters“ zu besuchen. Durch weitere Urkundenfälschungen ermöglichte Hesse-Wartegg außerdem die Heirat seiner Mätresse, Veras Mutter, mit dem bekannten Irrenarzt Wilhelm Weygandt. Vera Hartegg wuchs zunächst bei zwei Hebammen in Straßburg auf und kam später in ein streng katholisches Mädcheninternat, in dem sie durch die bigotte Frömmelei der auf strengste Keuschheit achtenden Nonnen erneut traumatisiert wurde. Unter anderem mussten alle Mädchen die Hände im Schlaf stets sichtbar über der Bettdecke halten und beim Waschen auch intimer Körperteile spezielle Kleidung tragen. 1921 heiratete sie Michael Regensburger, mit dem sie zwei Töchter hatte. Spät entschied sie sich für eine Schauspielkarriere. Nach ihrer Ausbildung am Max Reinhardt Seminar begann Hartegg in den letzten Jahren der Weimarer Republik Theater zu spielen. Sie gehörte in den 1930er Jahren unter anderem dem Lobe-Theater in Breslau, dem Wiesbadener Staatstheater und dem Thalia-Theater (Hamburg) an, ehe sie nach Berlin ging. Dort war sie als Bühneninterpretin zuletzt in der Spielzeit 1937/38 am Rose-Theater zu sehen.
In Berlin begann Vera Hartegg 1935 eine fünf Jahre umfassende Filmkarriere. Meist verkörperte sie in Nebenrollen Angestellte wie etwa Stubenmädchen, Mägde, Wirtschafterinnen und Empfangsdamen. Ihre Regisseure waren unter anderem Josef von Baky, Victor Tourjansky, Eduard von Borsody und Luis Trenker. Ab Mitte der 1930er Jahre bekam sie jedoch erhebliche Schwierigkeiten aufgrund ihres fehlenden Nachweises einer arischen Abstammung und musste deshalb trotz der Bemühungen von zwei Rechtsanwälten ihre Filmkarriere beenden. Sie befand sich zeitweise in höchster finanzieller Not und hatte mehrmals Glück, dass sie in der Pension, in die sie gezogen war, von der Gestapo nicht angetroffen wurde. Auf Empfehlung ihrer Mutter, die ihr gegenüber einmal behauptet hatte, dass sie mit dem 27 Jahre älteren Chef des nationalsozialistischen Reichsarbeitsdienstes Konstantin Hierl verwandt sei, bat sie schließlich diesen um Hilfe. Der kurz zuvor verwitwete Hierl bestritt die verwandtschaftliche Beziehung energisch, schlug ihr jedoch nach einem zunächst kühl verlaufenden Treffen kurzerhand vor, ihn zu heiraten, denn: „Damit ist uns beiden geholfen…“. So geschah es, und Vera war Kraft der Stellung ihres Mannes vor weiteren Vorladungen des Rasseamtes geschützt. Zwischen Hierl und ihr entwickelte sich eine über die Vernunftehe weit hinausgehende Partnerschaft. Sie blieb bis zu dessen Tod 1955 mit Hierl verheiratet. In ihrem 1974 veröffentlichten Gedichtband „Kleine Formen“ widmete sie ihm das Gedicht „Dein letzter Traum“.
Wegen ihrer Schwierigkeiten, als Schauspielerin zu arbeiten, hatte sie schon 1938 bis 1941 drei Romane geschrieben. 1961 und 1964 veröffentlichte sie ihre humorvolle Roman-Autobiographie in zwei Teilen: „Drei Väter und ich armes Kind“ und „Vornehmstes Haus am Platze. Lulus Memoiren“, die beide zu Bestsellern wurden und bis zu ihrem Tode 1981 zahlreiche Auflagen erlebten, ohne dass man die wirklichen Namen ihrer Eltern in dem Text erkennen konnte. Mit „Ein Glücksrad dreht sich in Paris“ schrieb sie auch ein Werk für die Bühne. Befreundet war sie unter anderem mit dem Maler Karl Schmidt-Rottluff und dessen Frau. Sie unterstützte den Maler durch den Kauf seiner Werke zu einem Zeitpunkt, als dessen Bilder kaum gefragt wurden. Ein Teil dieser Sammlung wurde im Jahre 2016 in München versteigert, wobei die einzelnen Bilder durchwegs fünfstellige Kaufpreise erreichten.

## Filmografie
- 1935: Alles weg’n dem Hund
- 1935: Die klugen Frauen
- 1936: Soldaten - Kameraden
- 1937: Das Wiener Modell (Kurzfilm)
- 1938: Die Frau am Scheidewege
- 1938: Am seidenen Faden
- 1938: Susi und der schwarze Mann (Kurzfilm)
- 1938: Kleines Bezirksgericht
- 1939: Grenzfeuer
- 1939: Eine Frau wie Du
- 1939: Befreite Hände
- 1939: Der Feuerteufel
- 1940: Was will Brigitte?
- 1940: Die unvollkommene Liebe
- 1940: Wunschkonzert
- 1941: Der siebente Junge
- 1955: Die Galerie der großen Detektive (Fernsehreihe, Folge: Inspektor Bucket klärt den Tulkinghorn-Mord auf)

## Werke
- Es ist nicht gelogen. Der Roman einer Schauspielerin. Berlin 1938.
- Warum. Berlin: Universitas 1940.
- Oriane. Berlin: Universitas 1941.
- Ein Glücksrad dreht sich in Paris. Lustspiel in drei Akten, 1953. Als TV-Film 1958.
- Drei Väter und ich armes Kind. München: Paul List 1961.
- Vornehmstes Haus am Platze. Lulus Memoiren. München: Paul List 1964.
- Kleine Formen (Gedichte). Berlin (bibliophiler Privatdruck, bei Karl Schmidt-Rottluff) 1974.